# آبشار آبردین
آبشار آبردین (به انگلیسی: Aberdeen Falls) آبشاری است که در سری‌لانکا واقع شده و ارتفاع کلی ریزشگاه آن ۹۸ متر است.